# Parco nazionale di Kampinos
Il parco nazionale di Kampinos (in polacco Kampinoski Park Narodowy) è un parco nazionale situato nel voivodato della Masovia, nella Polonia centro-orientale, alla periferia nord-occidentale di Varsavia. È il secondo parco nazionale della Polonia per estensione, nonché l'unico del voivodato della Masovia. È gemellato con il parco nazionale delle dune dell'Indiana, nell'omonimo stato americano.
L'idea di istituire un parco nell'area risale agli anni '20 e già negli anni '30 furono istituite le prime riserve forestali: Granica, Sieraków e Zamczysko. Oggi queste riserve sono molto più estese e godono di una rigida protezione.
Il parco venne istituito nel 1959 e copriva originariamente una superficie di 407 km². Si estende attraverso l'antica foresta di Kampinos (Puszcza Kampinoska) e nel gennaio 2000 è stato aggiunto all'elenco delle riserve della biosfera dell'UNESCO. Attualmente la superficie del parco è leggermente inferiore rispetto a quando venne istituito: copre infatti un'area di 385,44 km², 46,38 dei quali godono di protezione integrale. La zona protetta che circonda il parco si estende per altri 377,56 km². Circa il 73% della superficie del parco è costituita da foreste, dove la specie arborea più comune è il pino. Per il resto il parco è costituito da un misto di dune di sabbia e zone palustri, con alberi di pino che crescono sulla sabbia e nei prati intorno alle paludi. Simbolo del parco è l'alce.
Il parco nazionale di Kampinos è situato in corrispondenza della maggiore congiunzione idrografica della Polonia, dove confluiscono le valli dei fiumi Vistola, Bug, Narew, Wkra e Bzura. Il fiume più grande del parco, comunque, è il Łasica, un affluente dello Bzura, che funge da via d'acqua principale.
Il parco ospita circa 1400 specie di piante vascolari, tra cui 74 specie di alberi e circa 150 di briofite. Insieme alla vicina valle della Vistola, il parco costituisce anche un importante ecosistema per molti animali. Si stima che ospiti circa 165000 specie diverse di animali, anche se finora ne sono state censite dai biologi solo 4200 circa: si ritiene pertanto che la biodiversità del parco sia tuttora sottostimata. Circa 4000 delle specie censite sono invertebrati, sebbene siano state segnalate anche più di 200 specie di uccelli. Tre specie di mammiferi sono state reintrodotte nel parco in tempi moderni: l'alce nel 1951, il castoro europeo nel 1980 e la lince nel 1992.
Nel parco ebbero luogo molti eventi importanti legati alla storia polacca. Sono numerose le testimonianze del passato, come le tombe degli insorti della rivolta antirussa del 1863, i cimiteri dei caduti nella guerra tedesco-polacca del 1939 e le tombe dei membri della resistenza antitedesca (1944-1945). Nel cimitero di Palmiry riposano molti abitanti di Varsavia che furono segretamente uccisi dai tedeschi negli anni 1939-1945. A Żelazowa Wola, ai margini del parco, si trova il maniero dove nacque il famoso compositore Fryderyk Chopin.
Il parco è attraversato da circa 360 chilometri di sentieri pedonali e 200 chilometri di piste ciclabili. Vi sono inoltre 10 percorsi didattici che introducono ad alcuni ambienti particolarmente degni di nota. Alcune zone sono aperte anche all'equitazione e allo sci di fondo.

## Galleria d'immagini

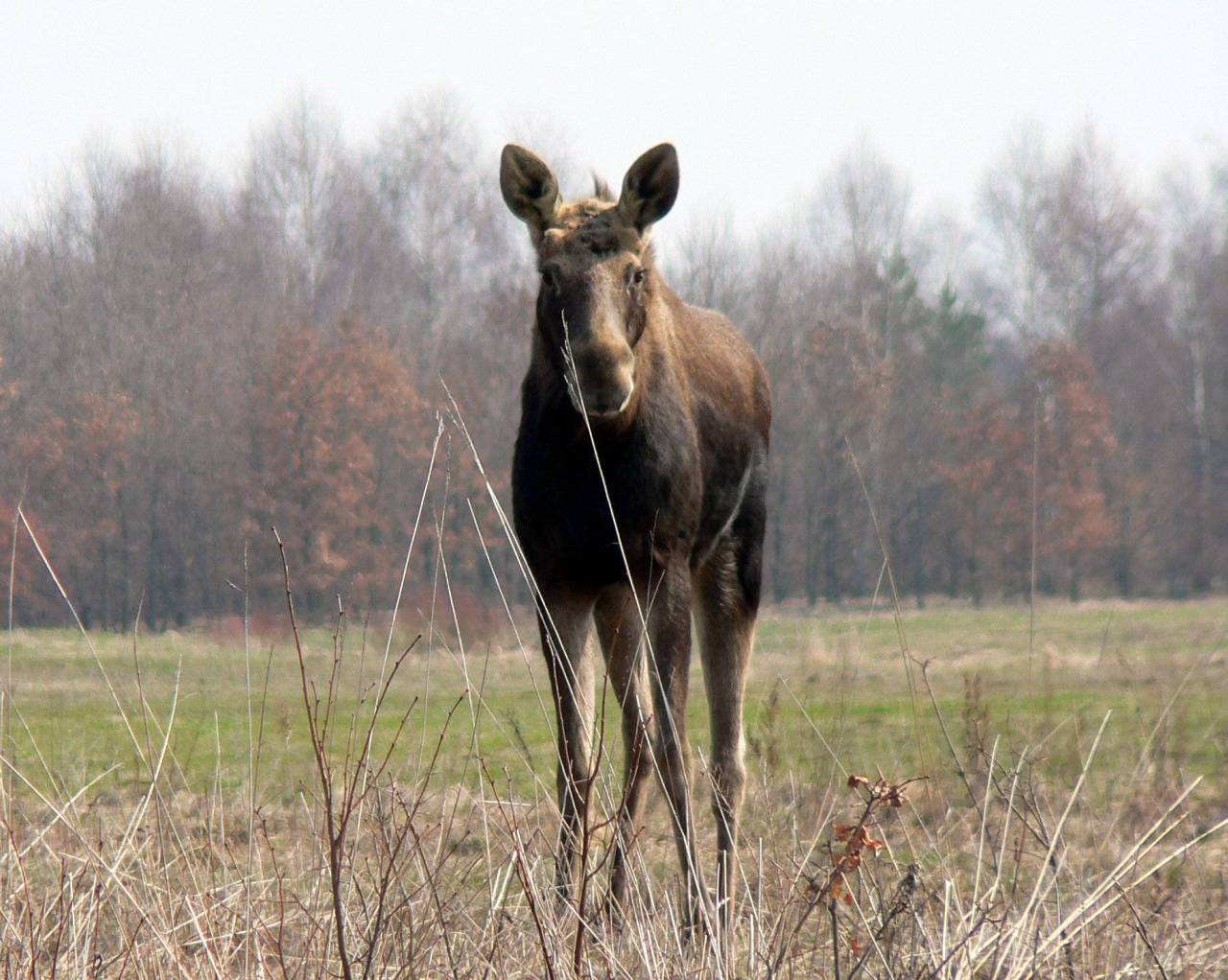
Alce
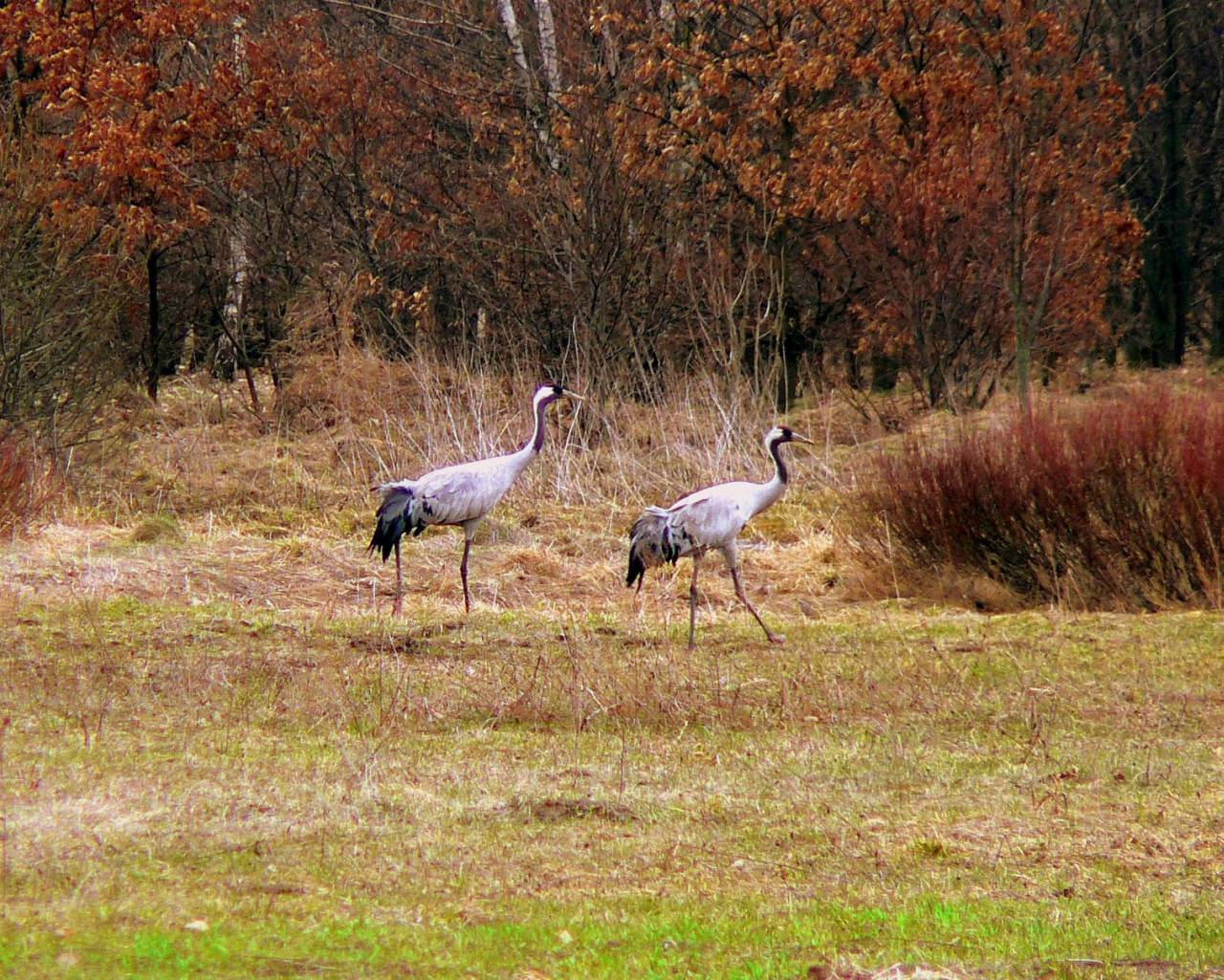
Gru cenerine
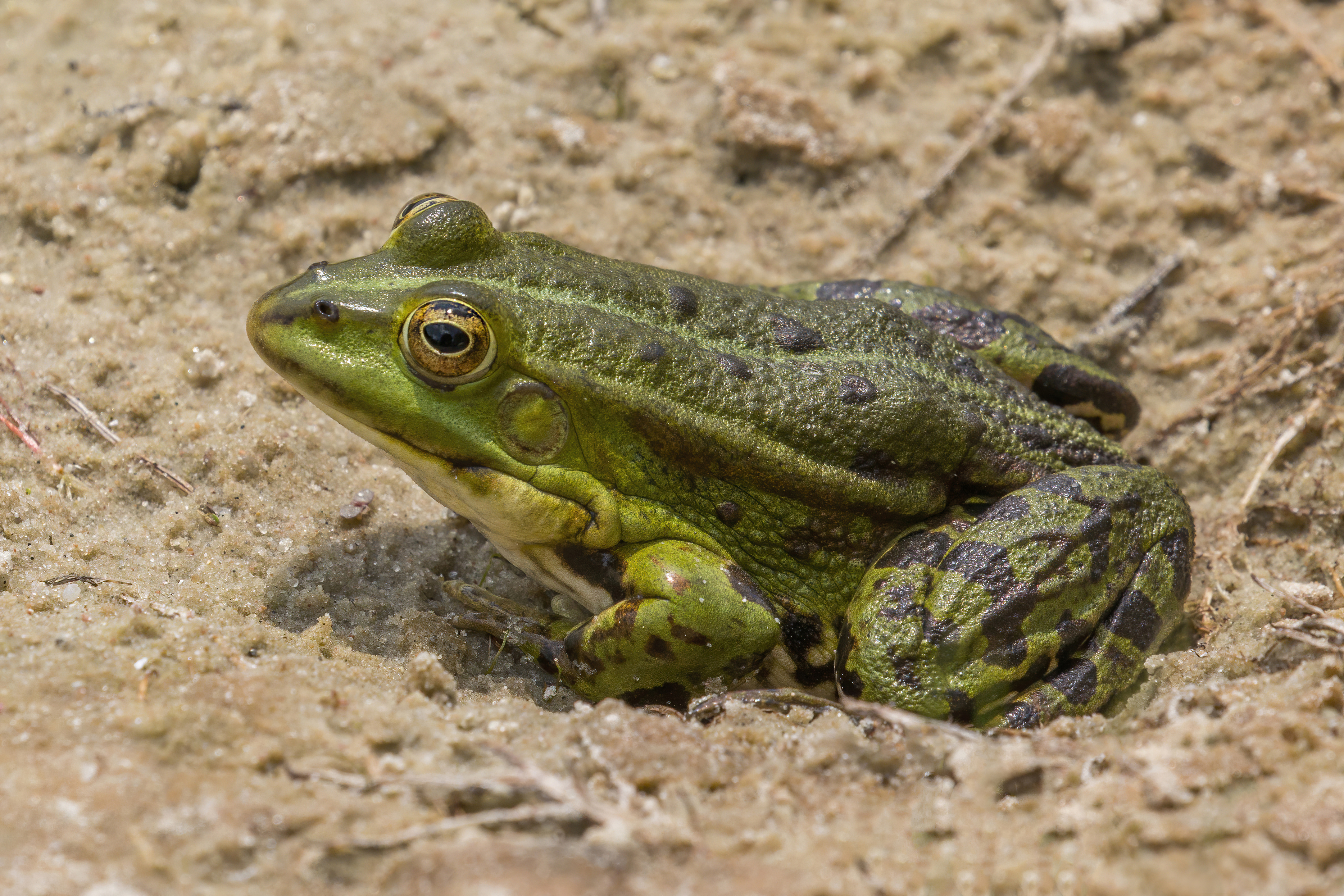
Rana verde maggiore
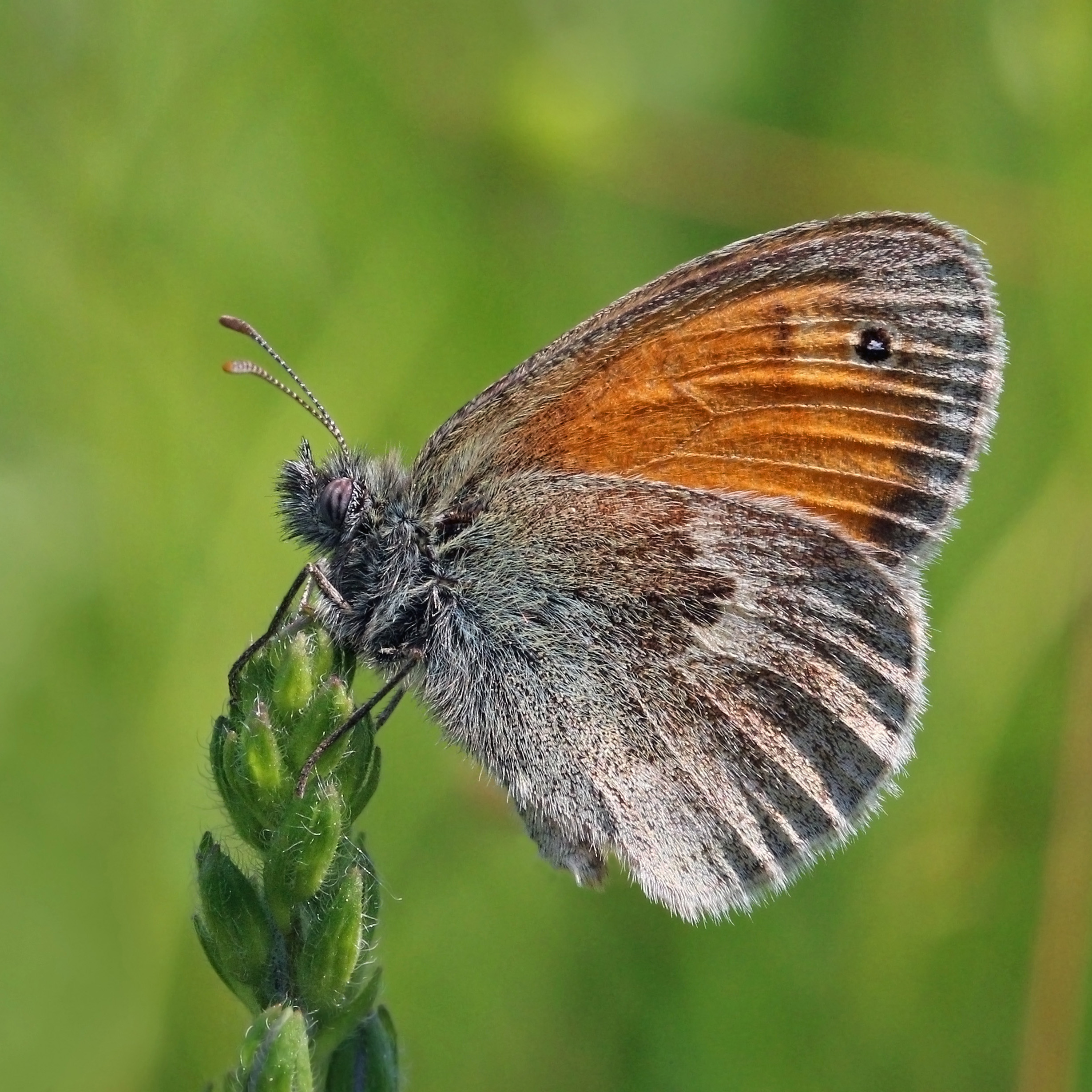
Coenonympha pamphilus
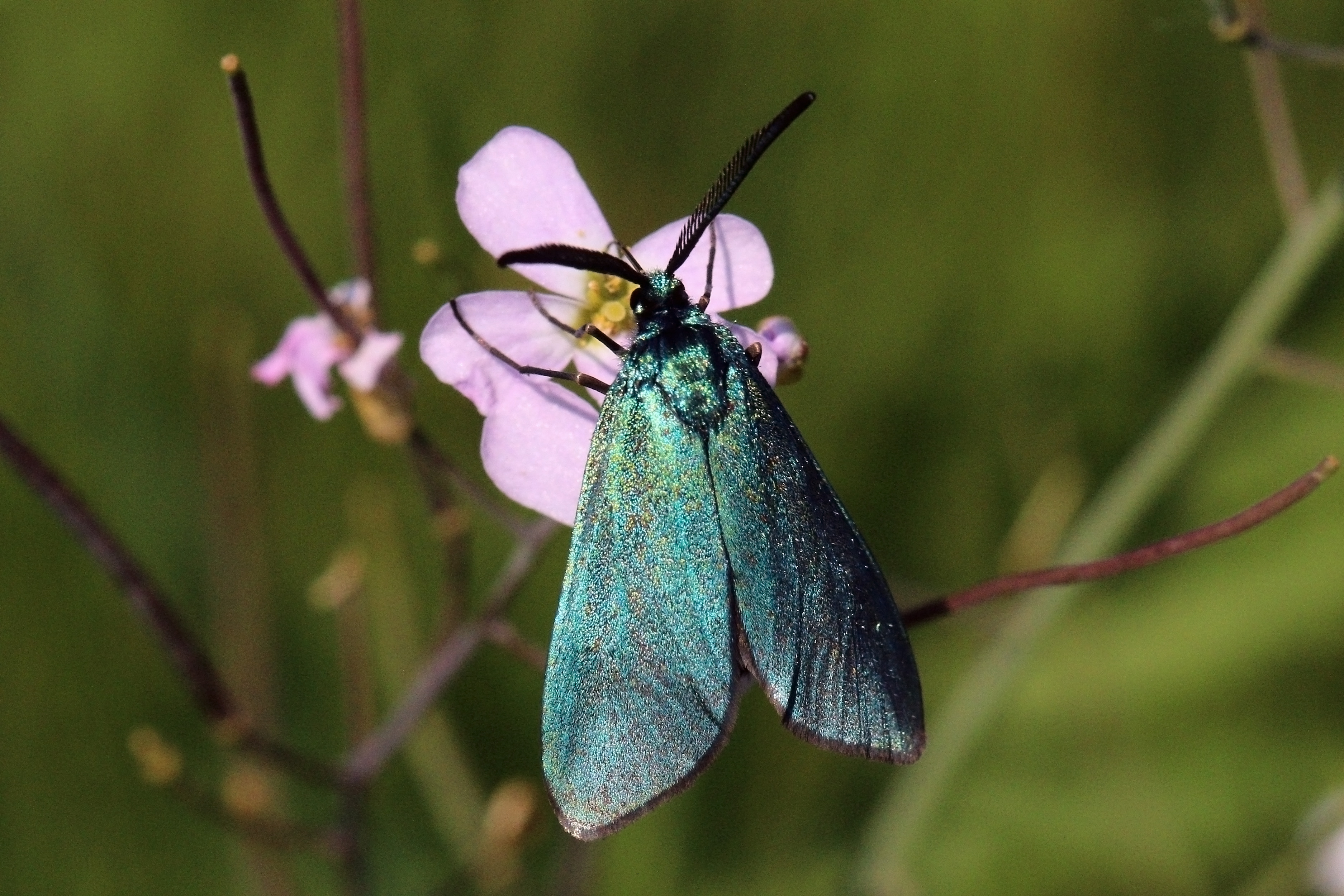
Adscita statices